# Bryaninops dianneae
Bryaninops dianneae är en fiskart som beskrevs av Larson, 1985. Bryaninops dianneae ingår i släktet Bryaninops och familjen smörbultsfiskar. Inga underarter finns listade.